# Municipio de Holmdel
El municipio de Holmdel (en inglés: Holmdel Township) es un municipio ubicado en el condado de Monmouth en el estado estadounidense de Nueva Jersey. En el año 2010 tenía una población de 16,773 habitantes y una densidad poblacional de 358 personas por km².

## Geografía
El municipio de Holmdel se encuentra ubicado en las coordenadas 40°23′5″N 74°10′9″O / 40.38472, -74.16917.

## Demografía
Según la Oficina del Censo en 2000 los ingresos medios por hogar en el municipio eran de $112,879 y los ingresos medios por familia eran $122,785. Los hombres tenían unos ingresos medios de $94,825 frente a los $54,625 para las mujeres. La renta per cápita para la localidad era de $47,898. Alrededor del 3.4% de la población estaba por debajo del umbral de pobreza.